# Palais présidentiel historique de Kaunas

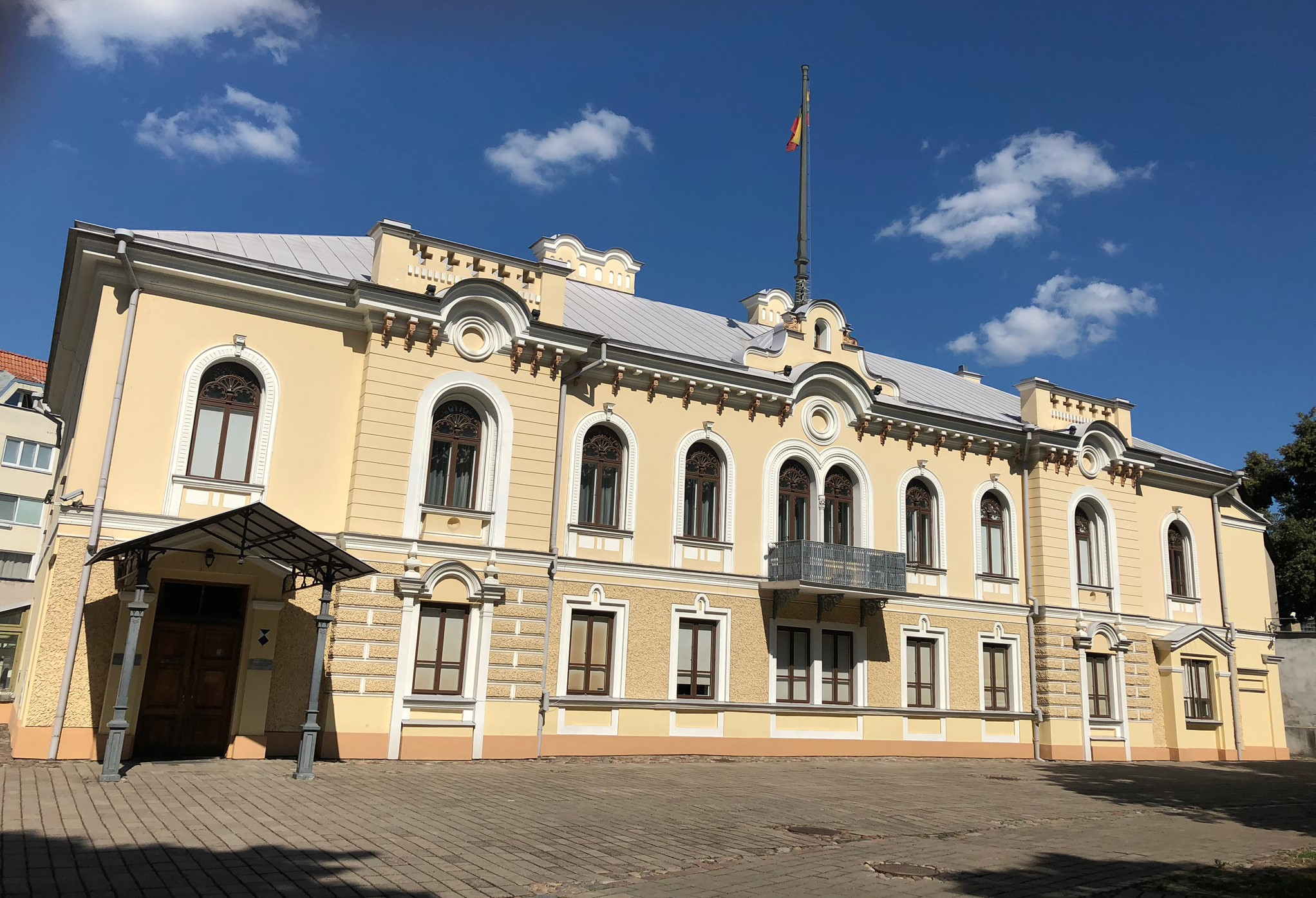
Le palais présidentiel historique de Kaunas

Le palais présidentiel historique (en lituanien : Istorinė Prezidentūra) est un bâtiment néo-baroque de la vieille ville de Kaunas, en Lituanie. Il a servi de palais présidentiel pendant l'entre-deux-guerres, lorsque Vilnius était occupée par la Pologne. Aujourd'hui, le palais est une branche du Musée national d'art Mikalojus Konstantinas Čiurlionis.

## Histoire

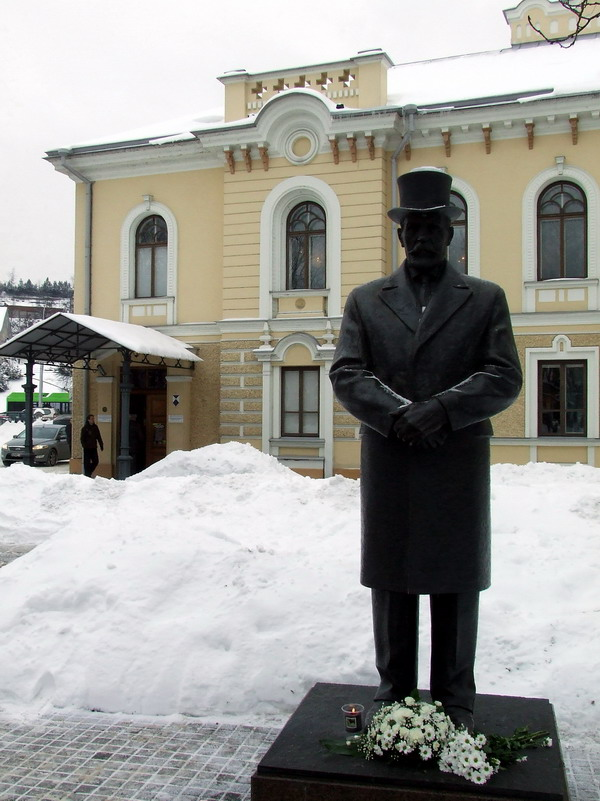
Monument à Antanas Smetona

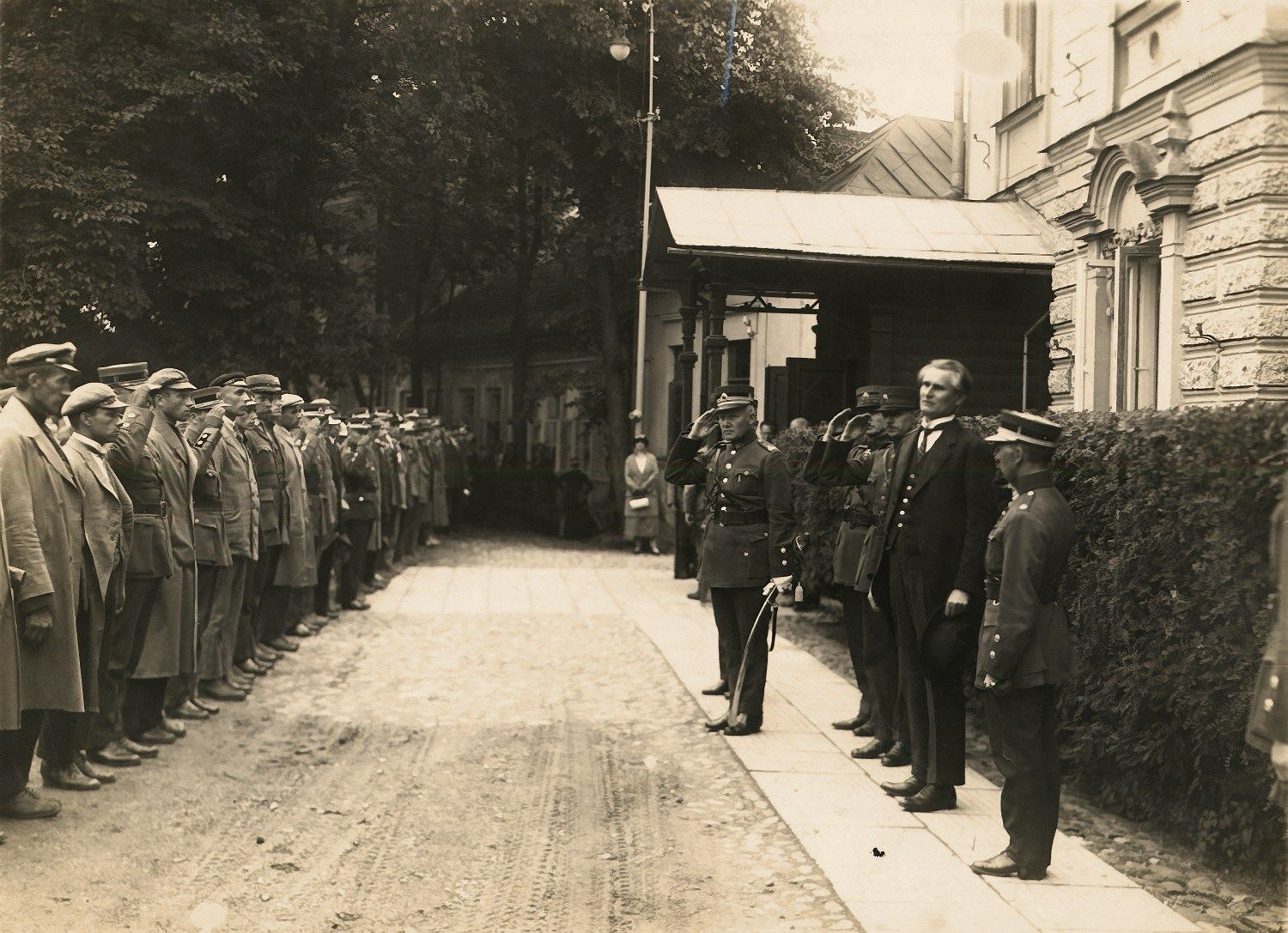
Le président Kazys Grinius près du palais présidentiel, 1926

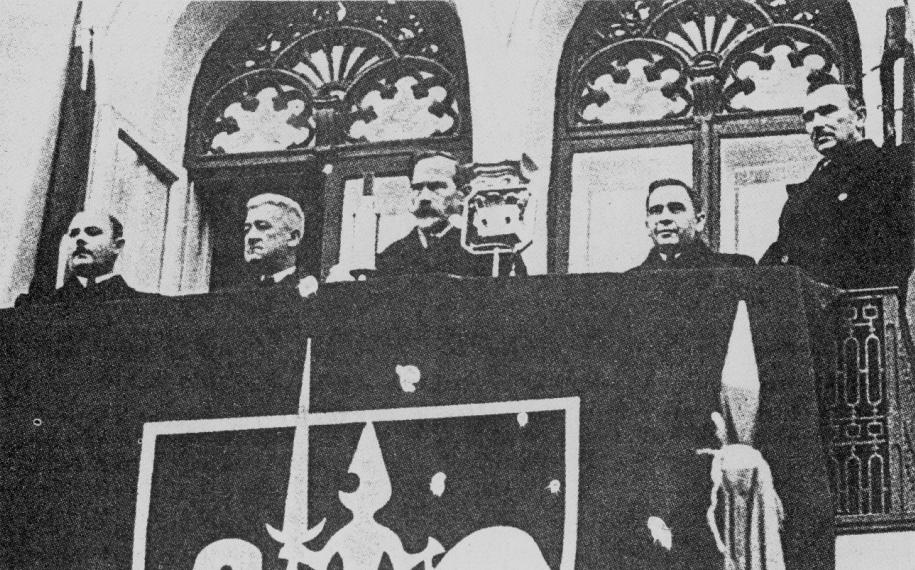
Antanas Smetona s'exprimant depuis le balcon du palais présidentiel

Le palais original a été construit en 1846. En 1866, un jardin fut également aménagé devant le bâtiment. Deux ans plus tard, le bâtiment a été acquis par le gouvernement russe comme résidence du gouverneur de Kovno. En 1876, le bâtiment fut finalement acheté par ce gouvernement. A la fin du XIXe siècle, le bâtiment a connu une nouvelle expansion et une aile supplémentaire a été construite ainsi qu'une nouvelle galerie. Pendant la Première Guerre mondiale, l'empereur Guillaume II séjourna brièvement dans le palais en 1915 lors de sa visite sur le front de l'Est.
La Lituanie a proclamé son indépendance en 1918 et, à cette époque, le bâtiment est devenu la propriété du gouvernement lituanien. Après l'occupation de la capitale de la Lituanie, Vilnius, par la Pologne, Kaunas devint la capitale temporaire et le bâtiment fut désigné comme son palais présidentiel. Il a été rénové et est devenu la résidence officielle du président lituanien. Le bâtiment fut le témoin d'une crise du parlementarisme, du coup d'État de 1926 et d'un tournant vers un régime autoritaire. Le palais servit de résidence présidentielle jusqu'en 1940, date à laquelle la Lituanie perdit à nouveau son indépendance. Face à l'occupation soviétique imminente, la dernière réunion du gouvernement lituanien a eu lieu ici dans la nuit du 14 au 15 juin 1940.
Sous le régime soviétique, le palais a subi de nouvelles modifications et la taille du jardin a été réduite, tandis que certains bâtiments adjacents ont été démolis. Au premier étage, certains murs intérieurs ont été supprimés pour faire place à une salle de cinéma. Plus tard, il fut transformé en siège des enseignants de Kaunas et abrita des organisations d'enseignants.
En 1989, l'administration du palais a été transférée au Musée de la Guerre - Vytautas le Grand. Après que la Lituanie a recouvré son indépendance de l'Union soviétique en 1991, le palais a été désigné monument historique. Peu de temps après, trois statues des présidents lituaniens de l'entre-deux-guerres ont été érigées dans le jardin du palais : Antanas Smetona, Aleksandras Stulginskis et Kazys Grinius. En 2003, à l'occasion du 85e anniversaire de l'indépendance de la Lituanie, le palais rénové a été officiellement rouvert. Le coût total des travaux a dépassé les cinq millions de litas.

## Le palais aujourd'hui
Aujourd'hui, le palais est utilisé par la ville et l'État. Il a été suggéré que le palais devienne une branche de l'institution présidentielle de Vilnius, mais cela a été rejeté. Depuis 2005, le bâtiment fait partie du Musée national d'art MK Čiurlionis.
Actuellement, le palais abrite plusieurs expositions consacrées aux anciens présidents Aleksandras Stulginskis et Kazys Grinius, ainsi qu'à l'histoire du palais'.

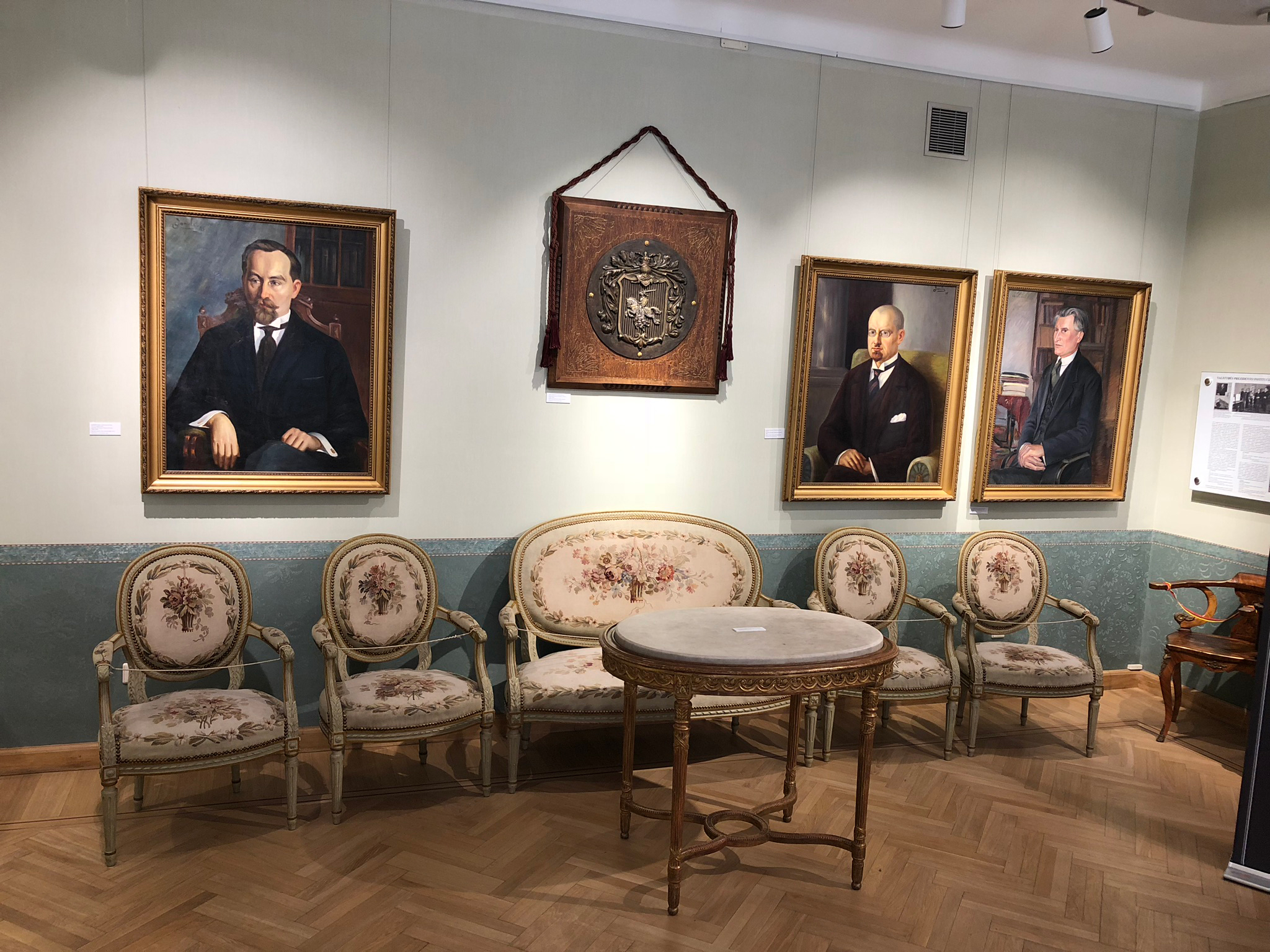
Salle du premier étage avec trois tableaux de présidents lituaniens de l'Entre-deux-guerres
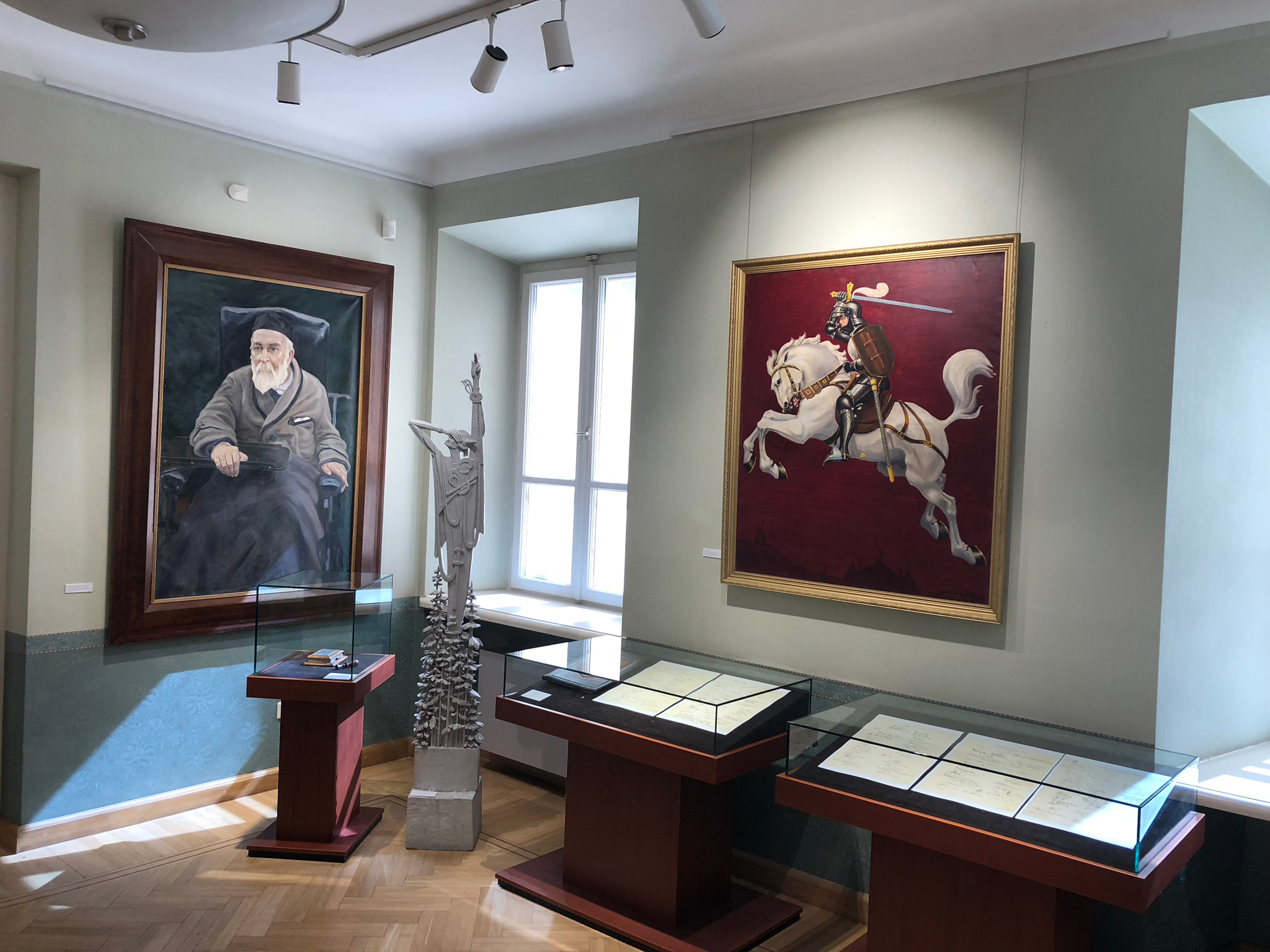
Salle du premier étage avec les peintures de Jonas Jablonskis et Vytis
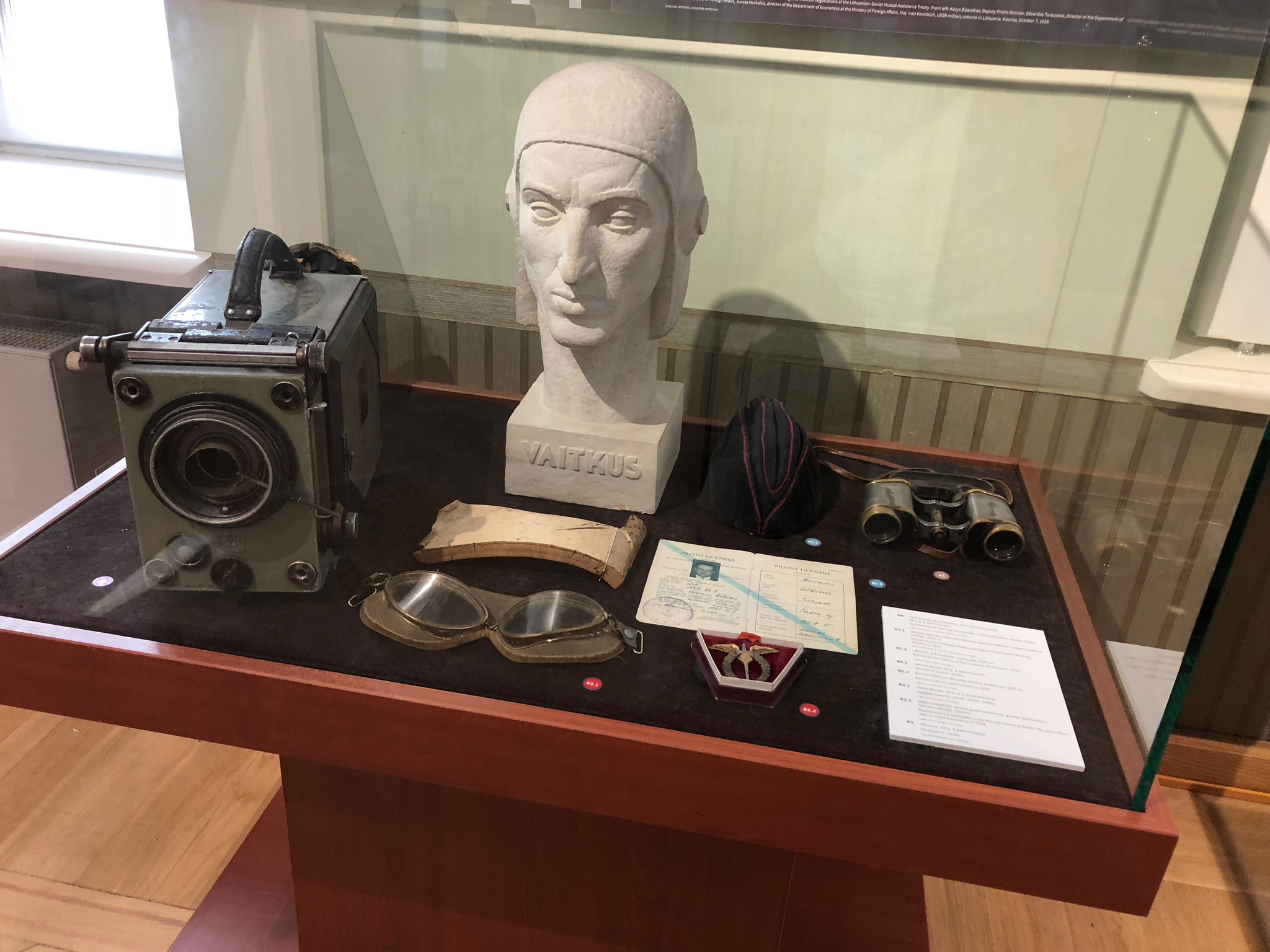
Les effets personnelsde Felix Vaitkus

## Objets du musée

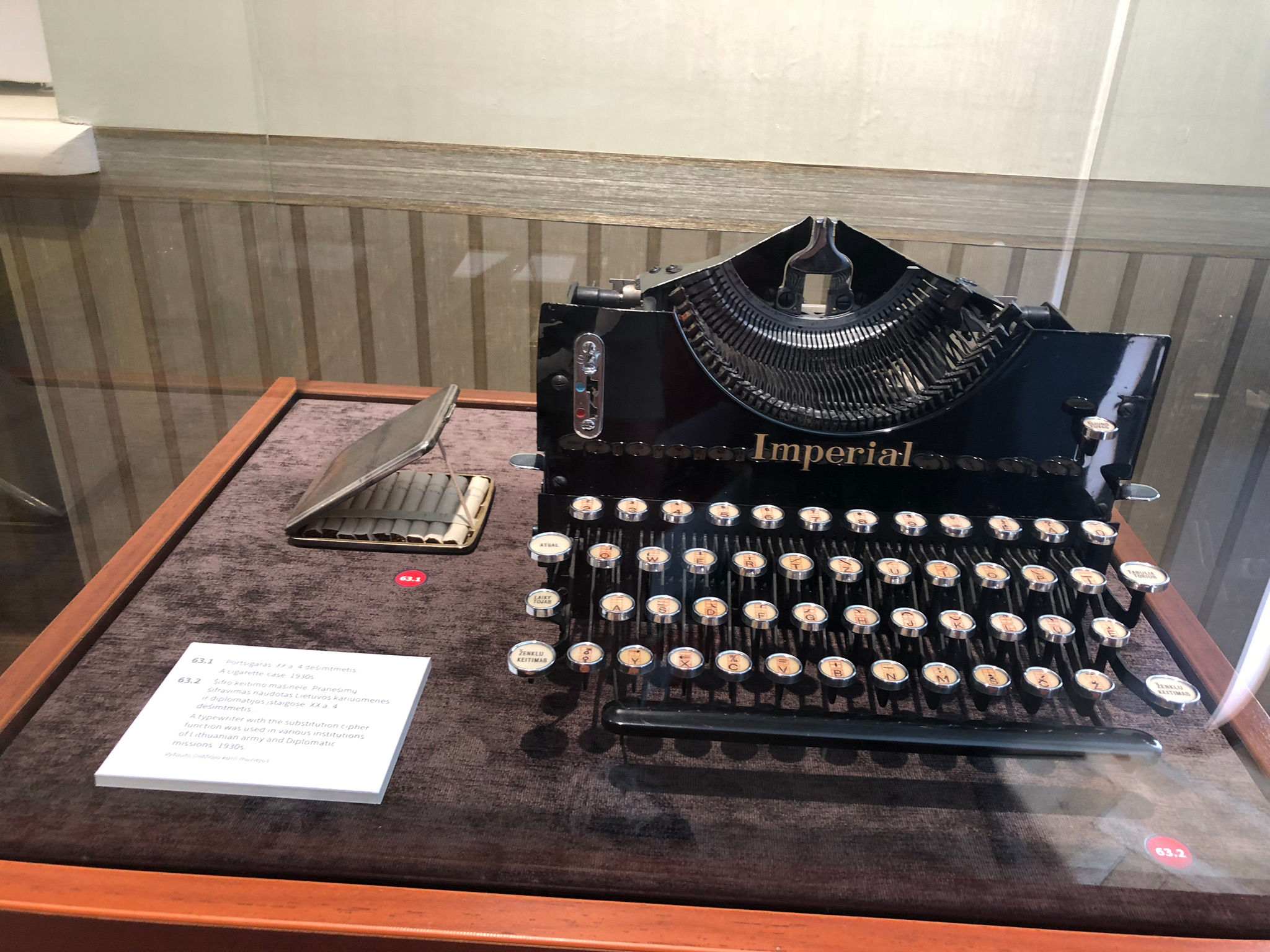
Une machine à écrire avec la fonction de chiffrement par substitution, utilisée par l'armée lituanienne et des missions diplomatiques dans les années 1930
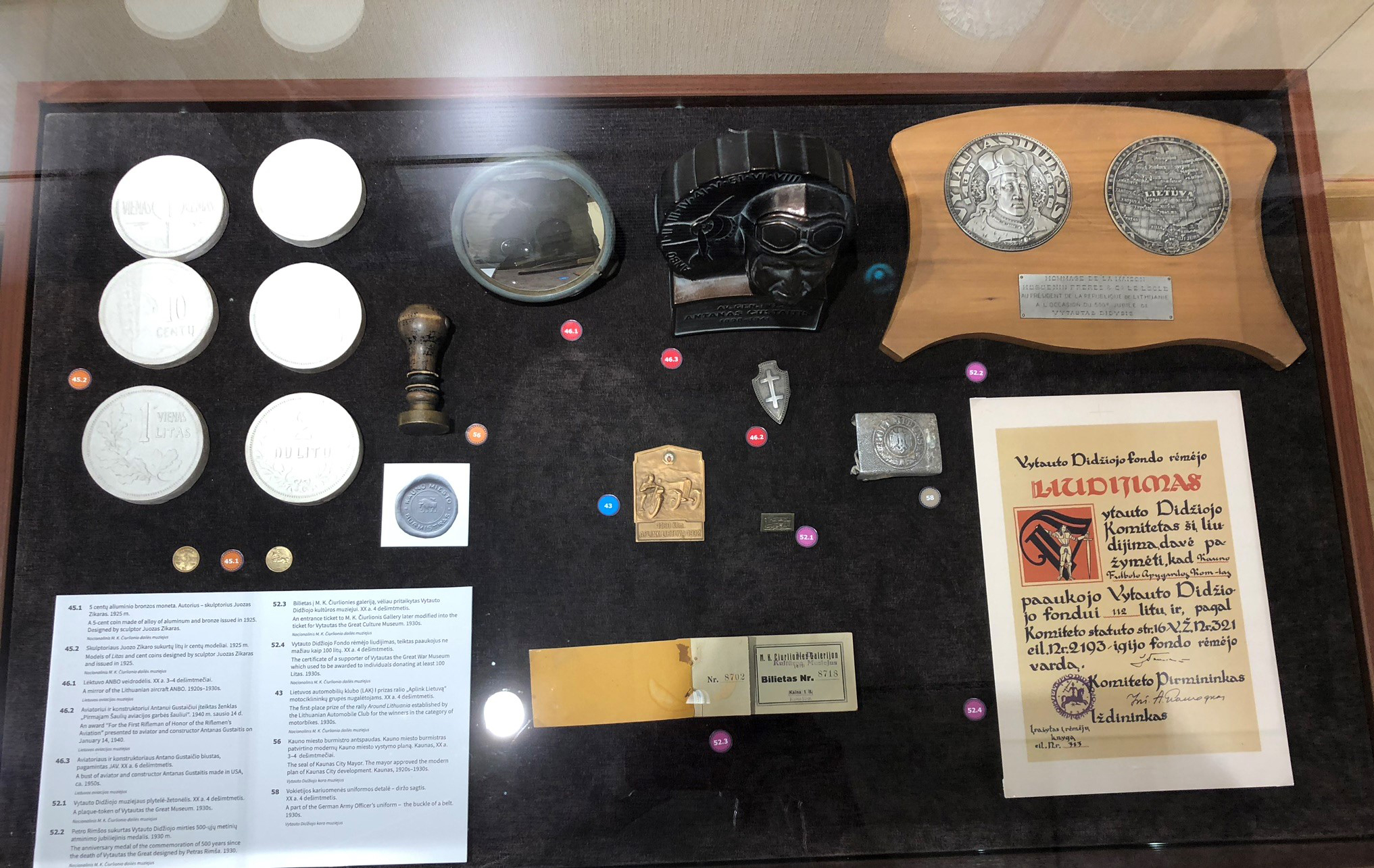
Expositions au premier étage
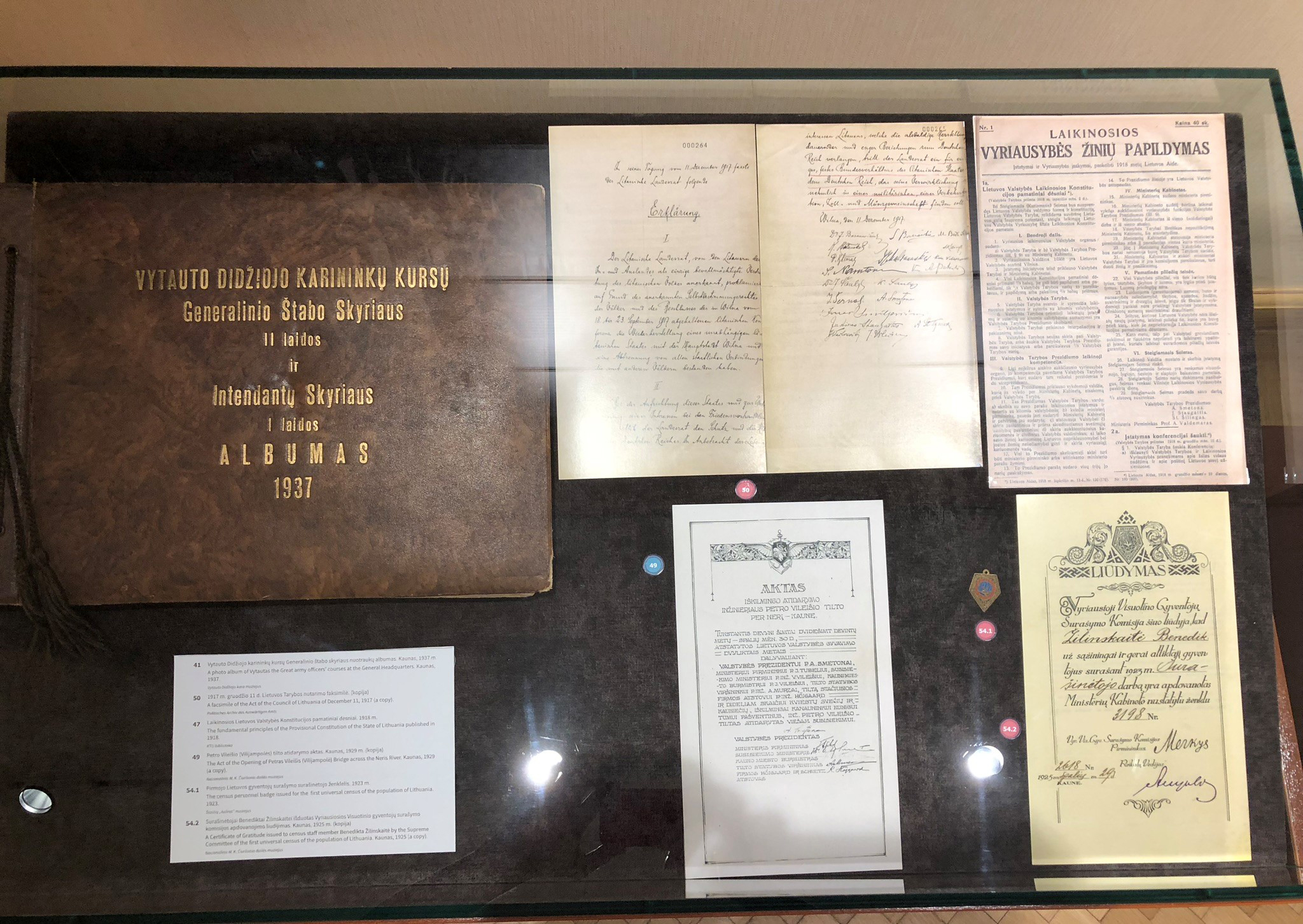
Expositions au premier étage
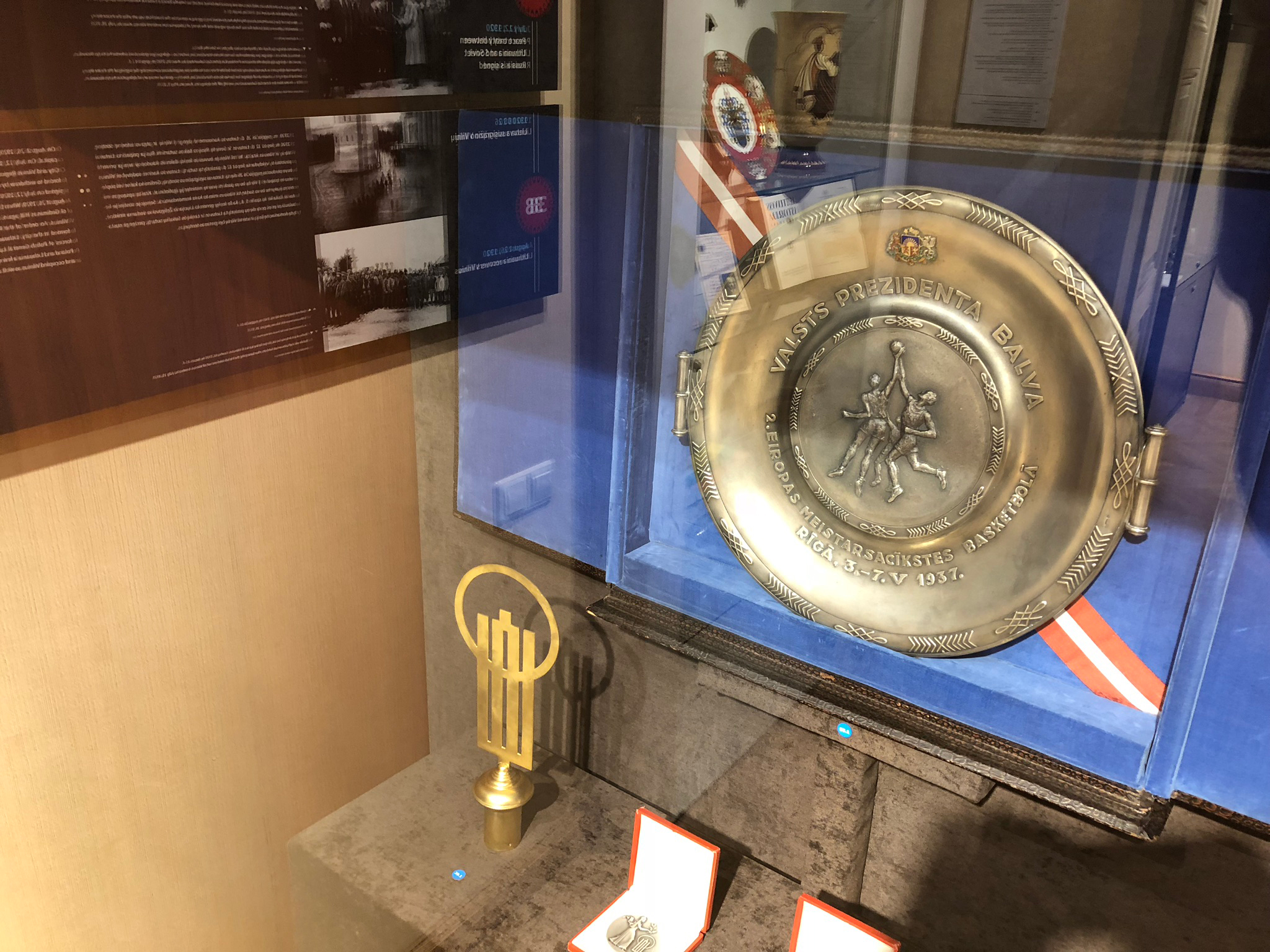
Trophée de l'EuroBasket 1937
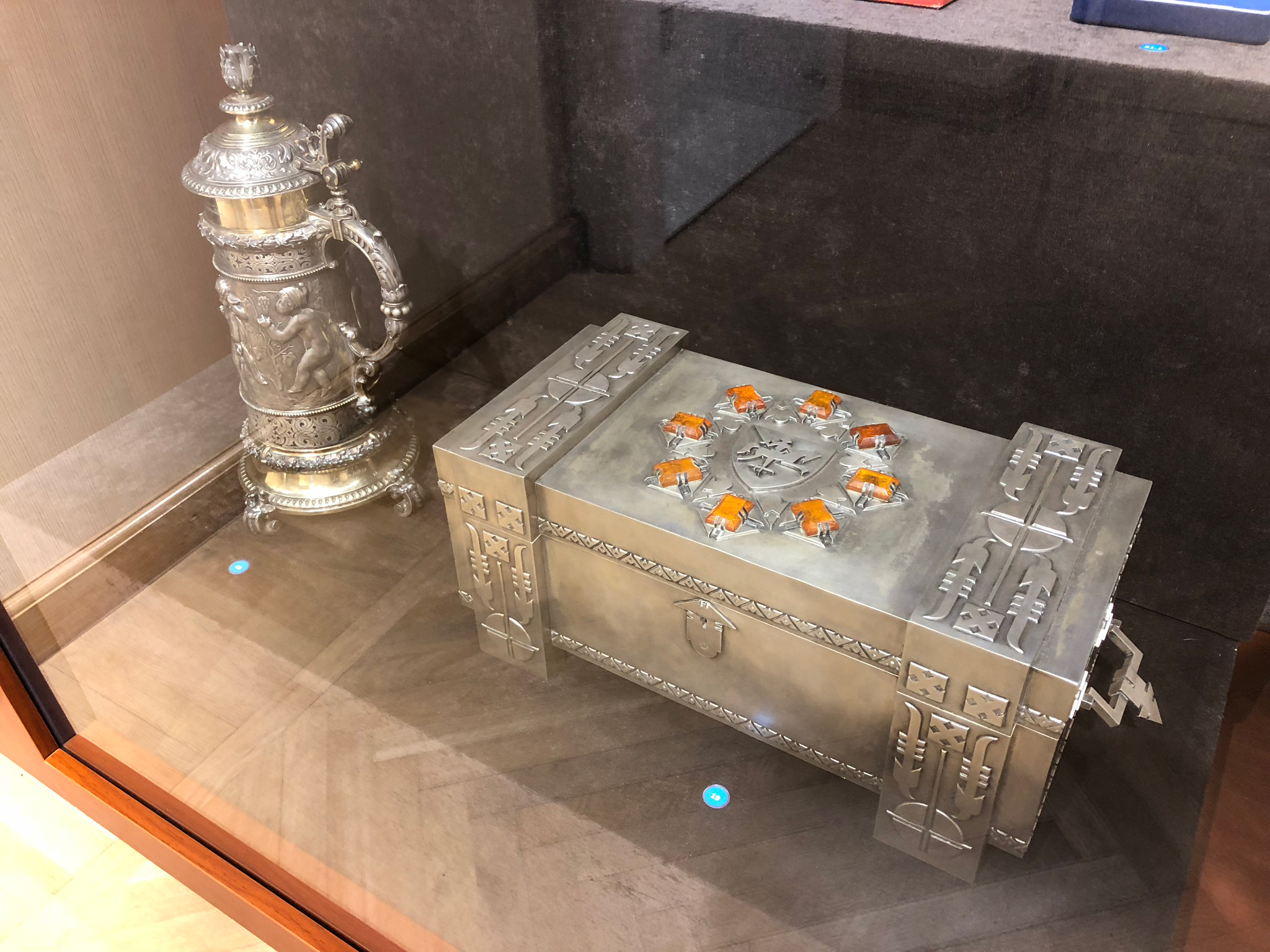
Trophées de l'EuroBasket 1938 féminin et de l'EuroBasket 1939
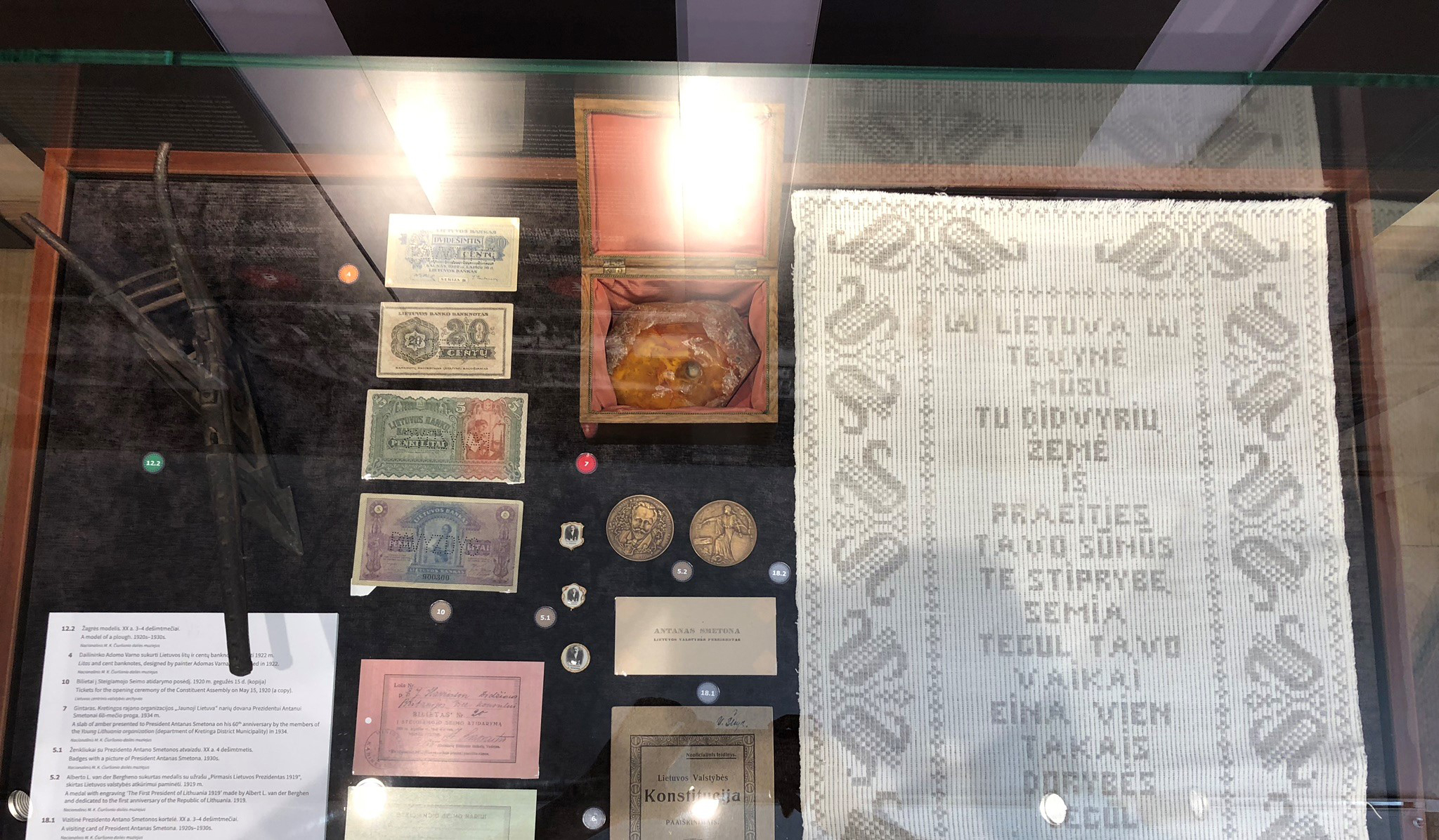
Version de l'entre-deux-guerres de la monnaie lituanienne, les litas,et Constitution de la Lituanie de l'entre-deux-guerres
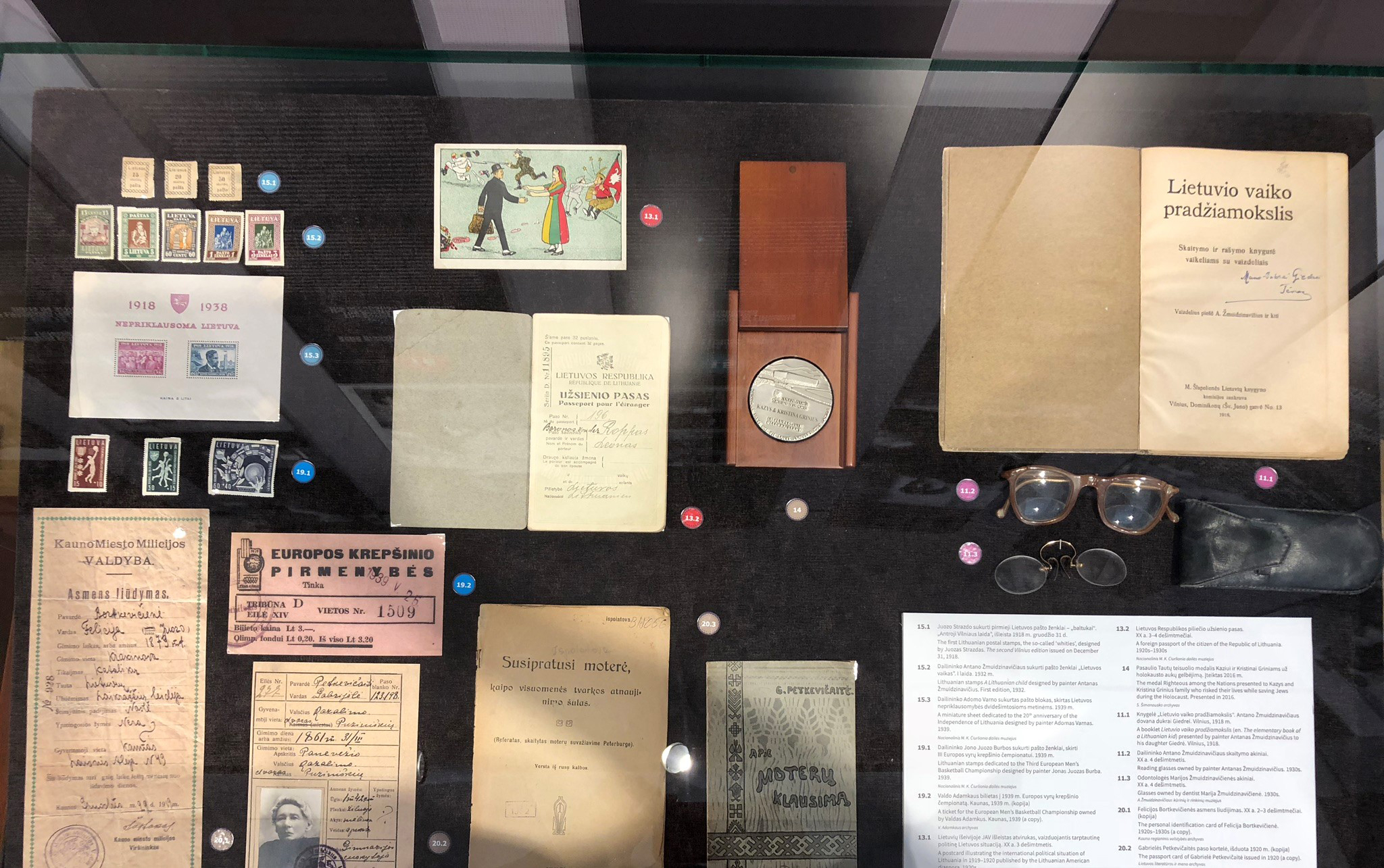
Timbres-poste lituaniens de l'entre-deux-guerres et billet  pour un match de basket de l'EuroBasket 1939
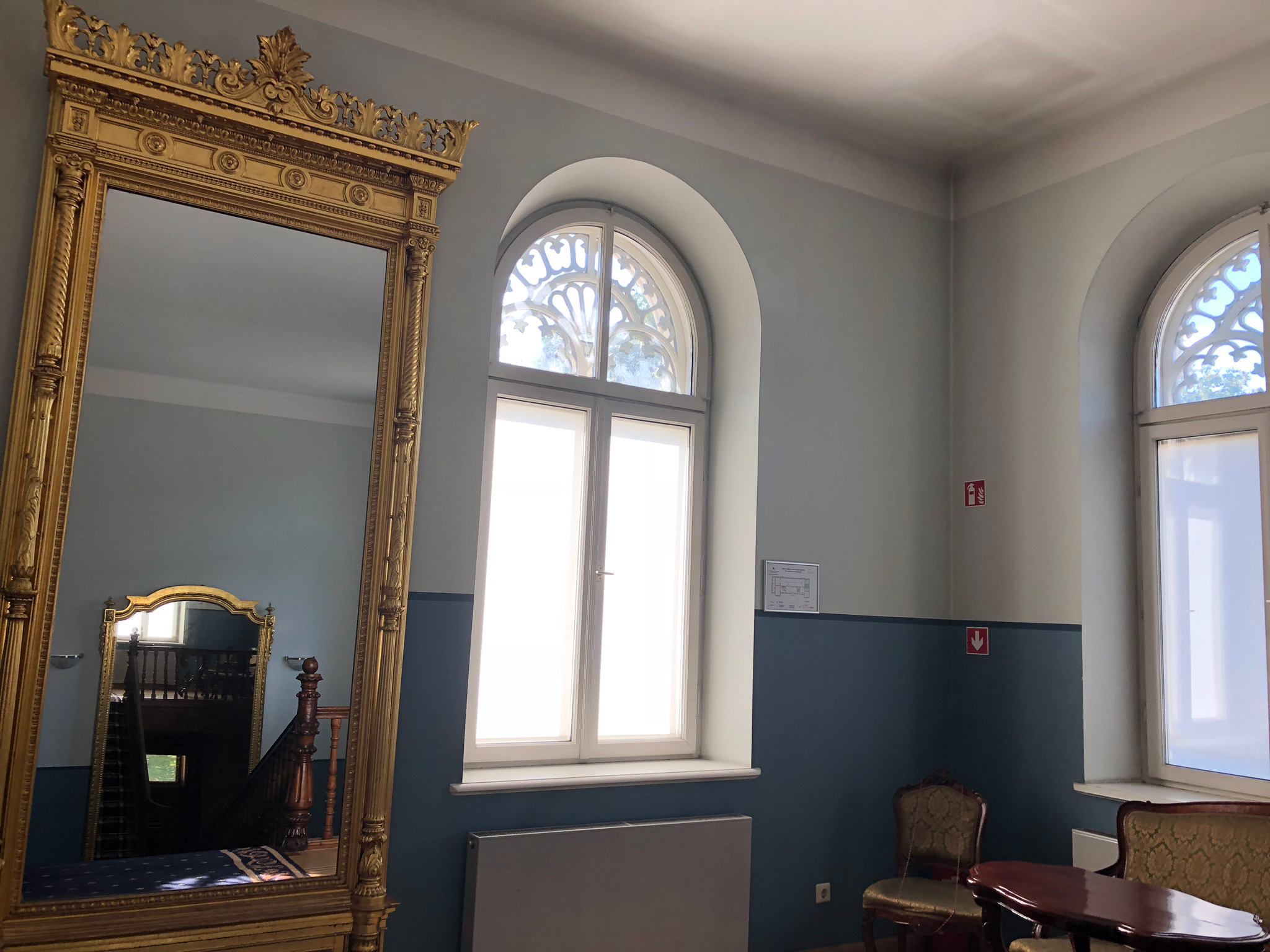
Salle des miroirs près de la salle de réunion principale avec les présidents de l'entre-deux-guerres de la Lituanie
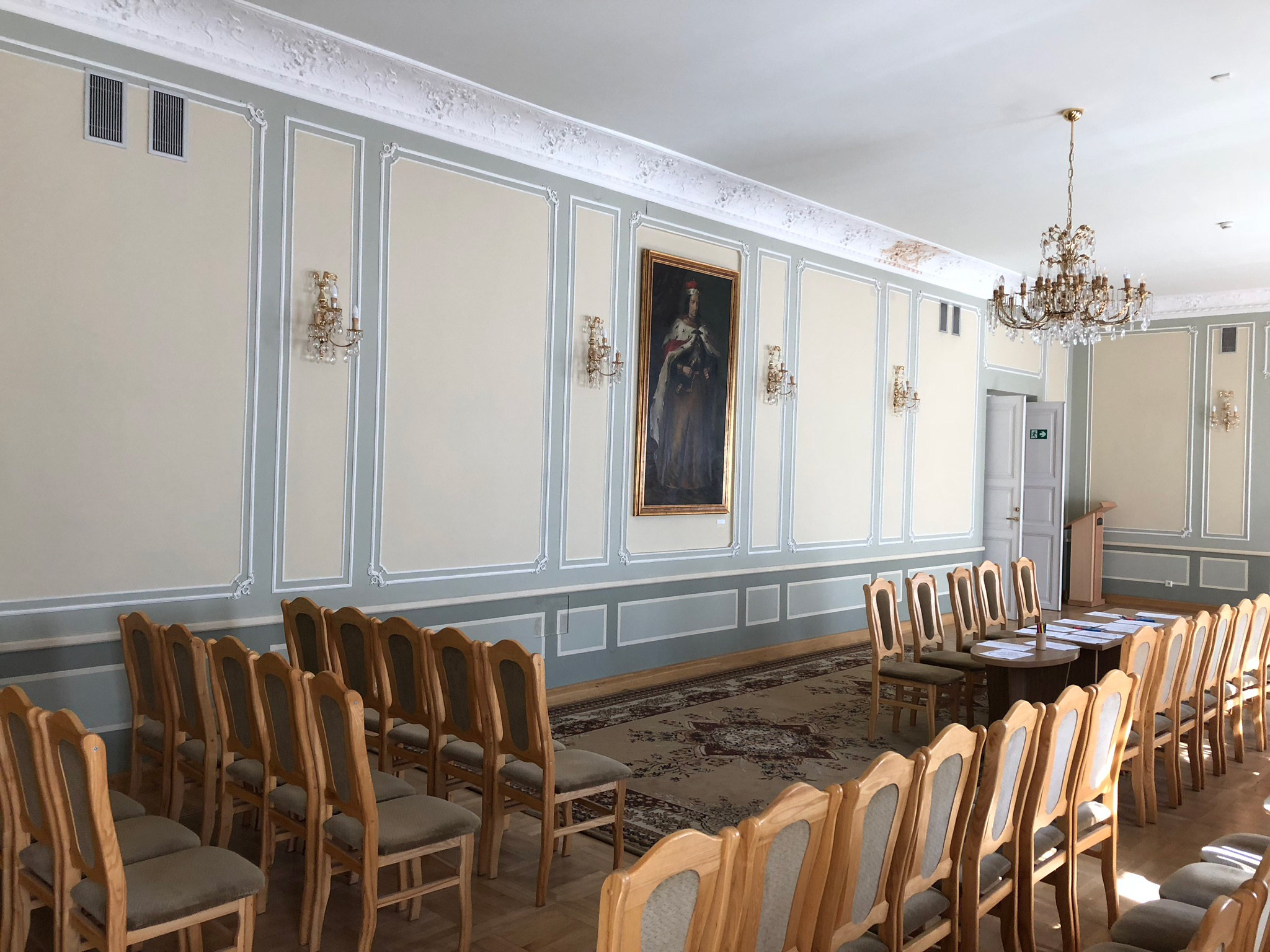
Salle de réunion principale avec les présidents lituaniens de l'entre-deux-guerres
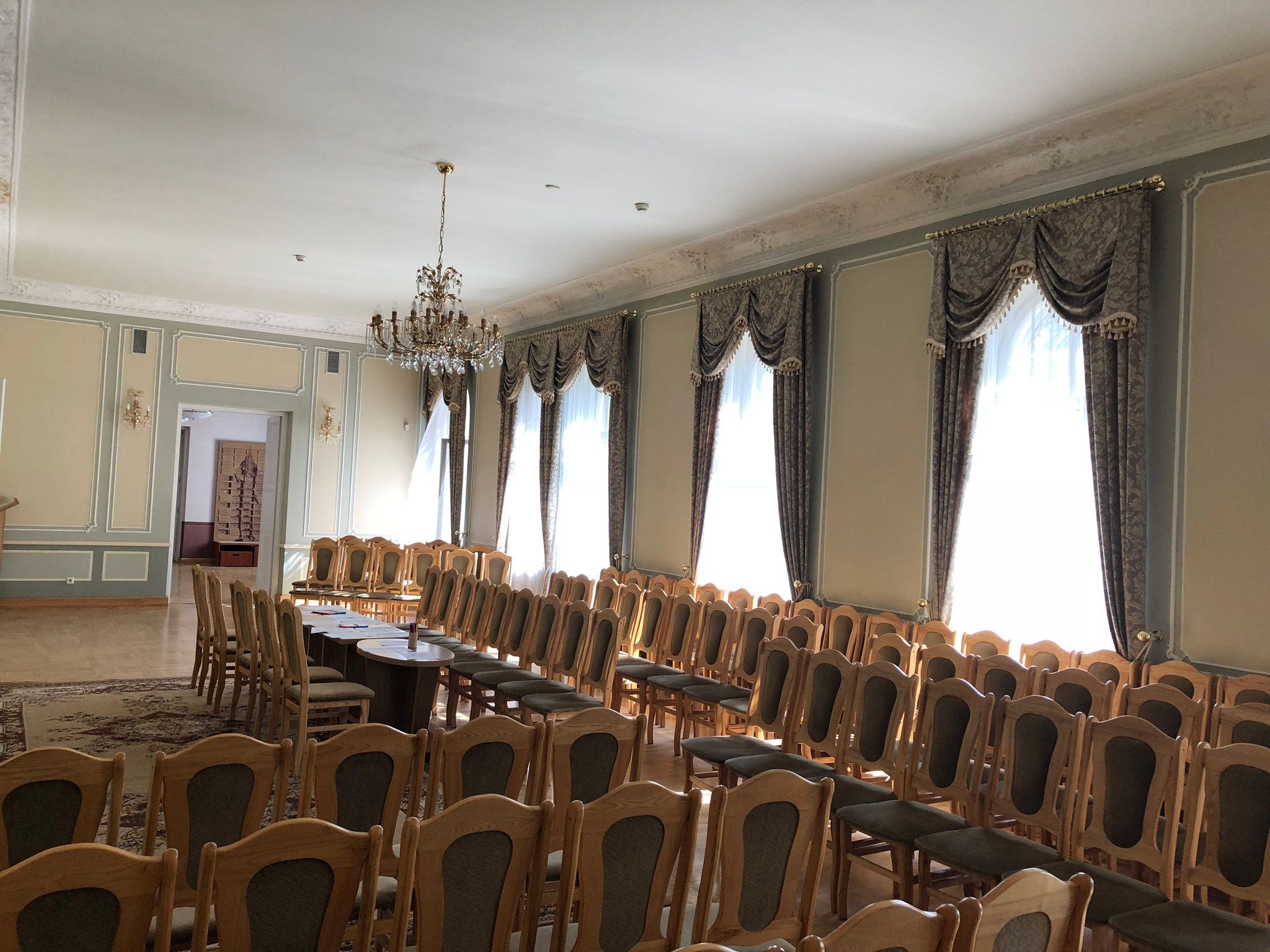
Salle de réunion principale avec les présidents lituaniens de l'entre-deux-guerres
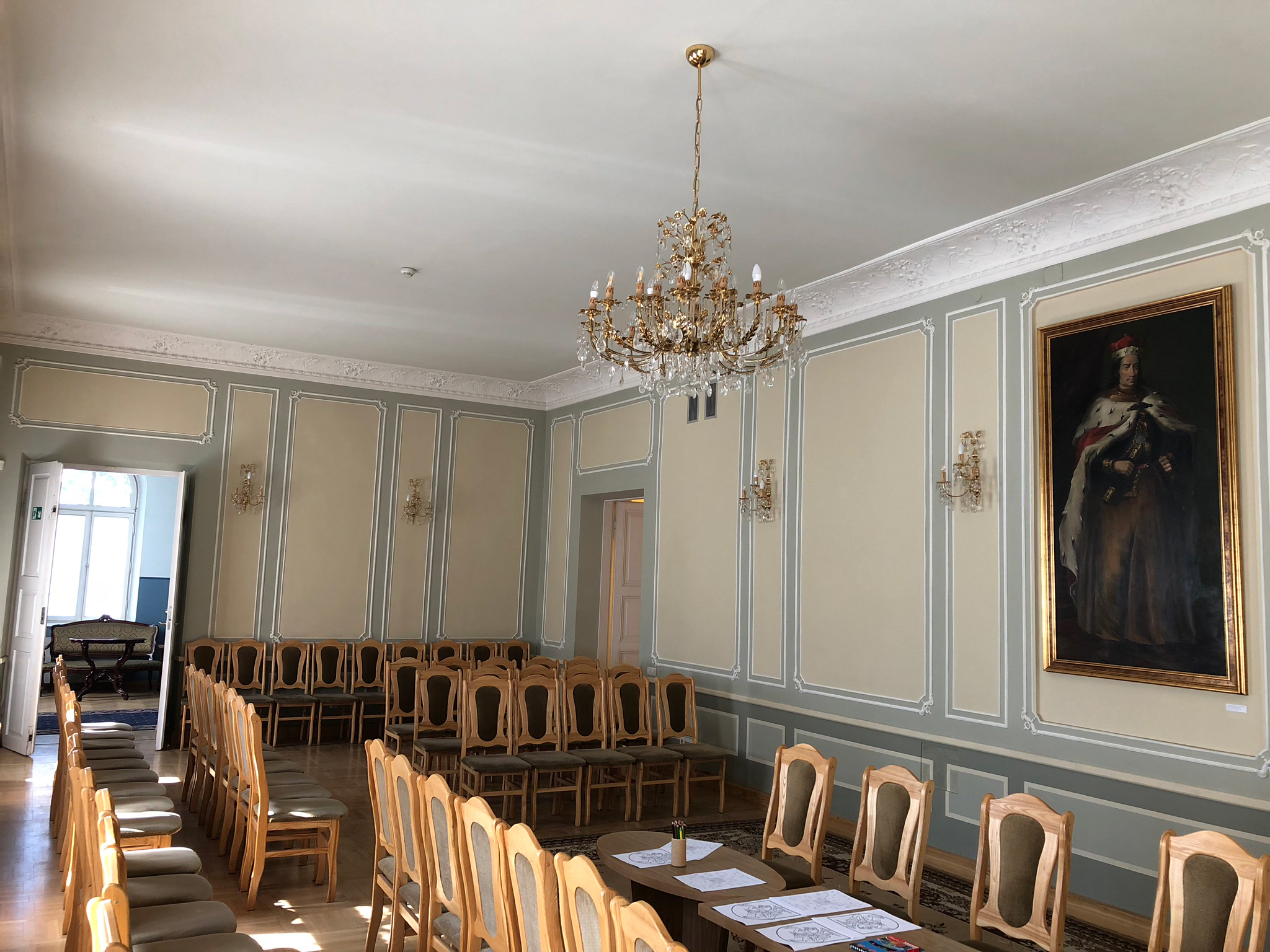
Salle de réunion principale avec les présidents lituaniens de l'entre-deux-guerres
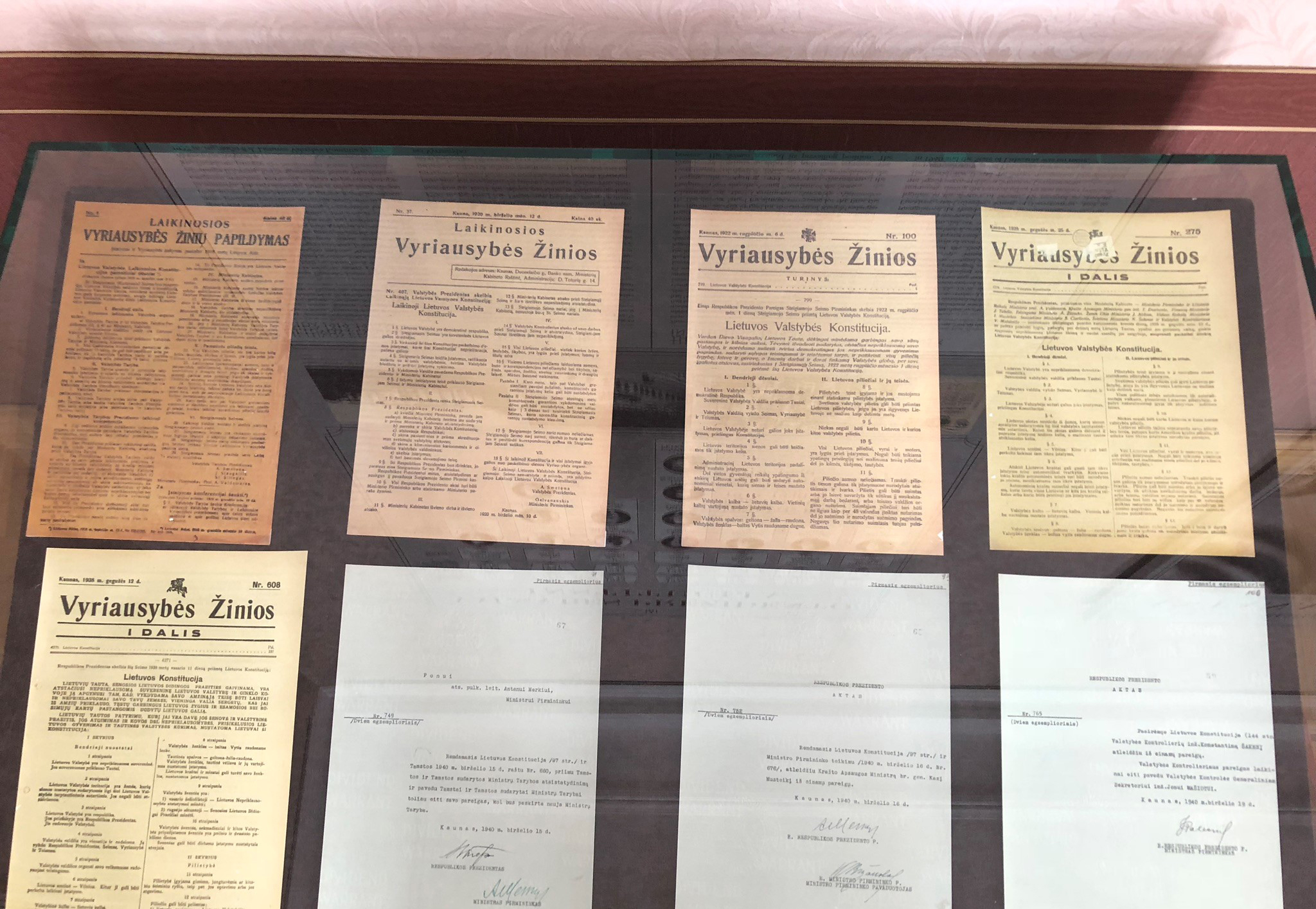
Actualités du gouvernement lituanien
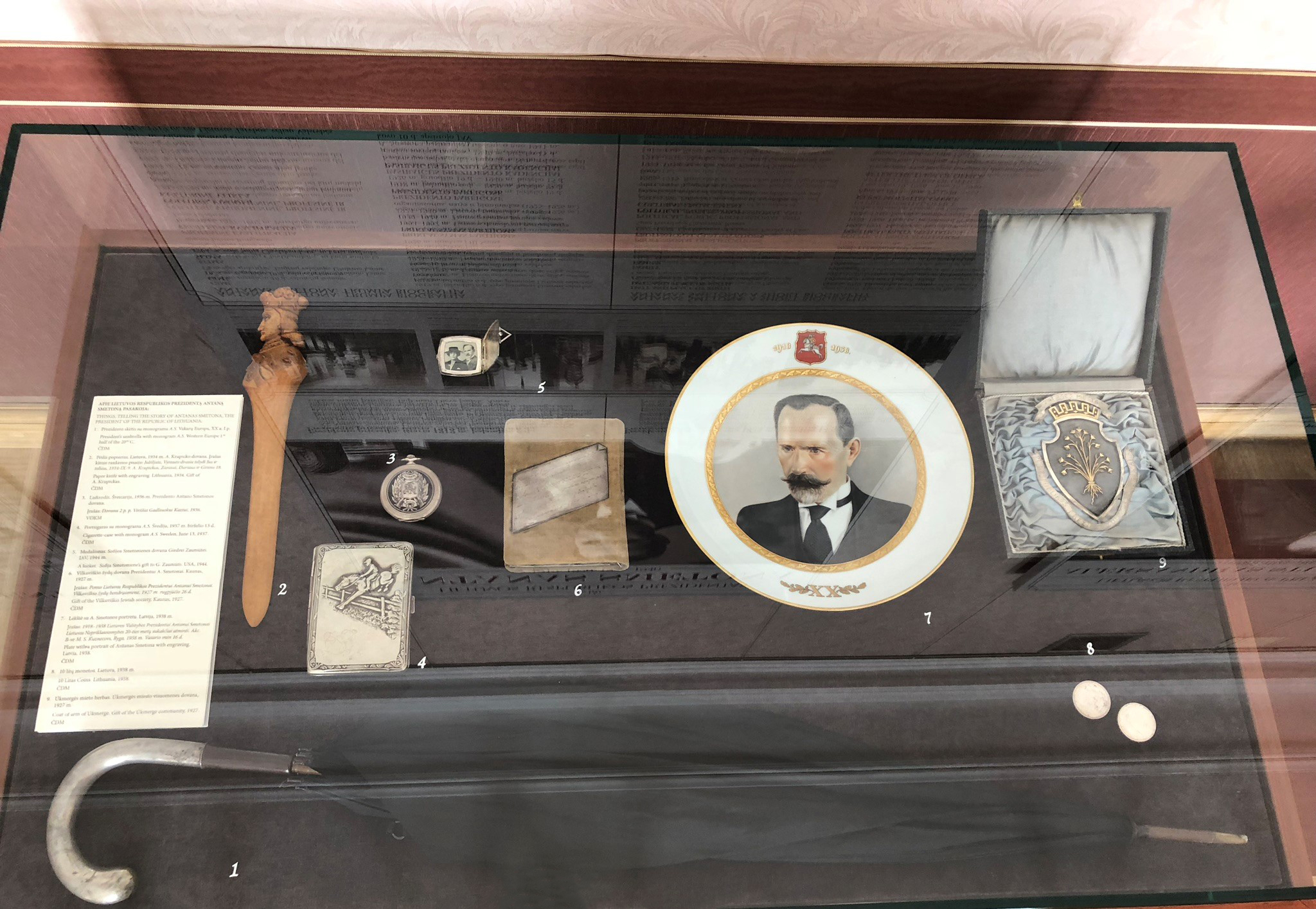
Parapluie présidentiel, plaque avec photo d'Antanas Smetona, montre suisse
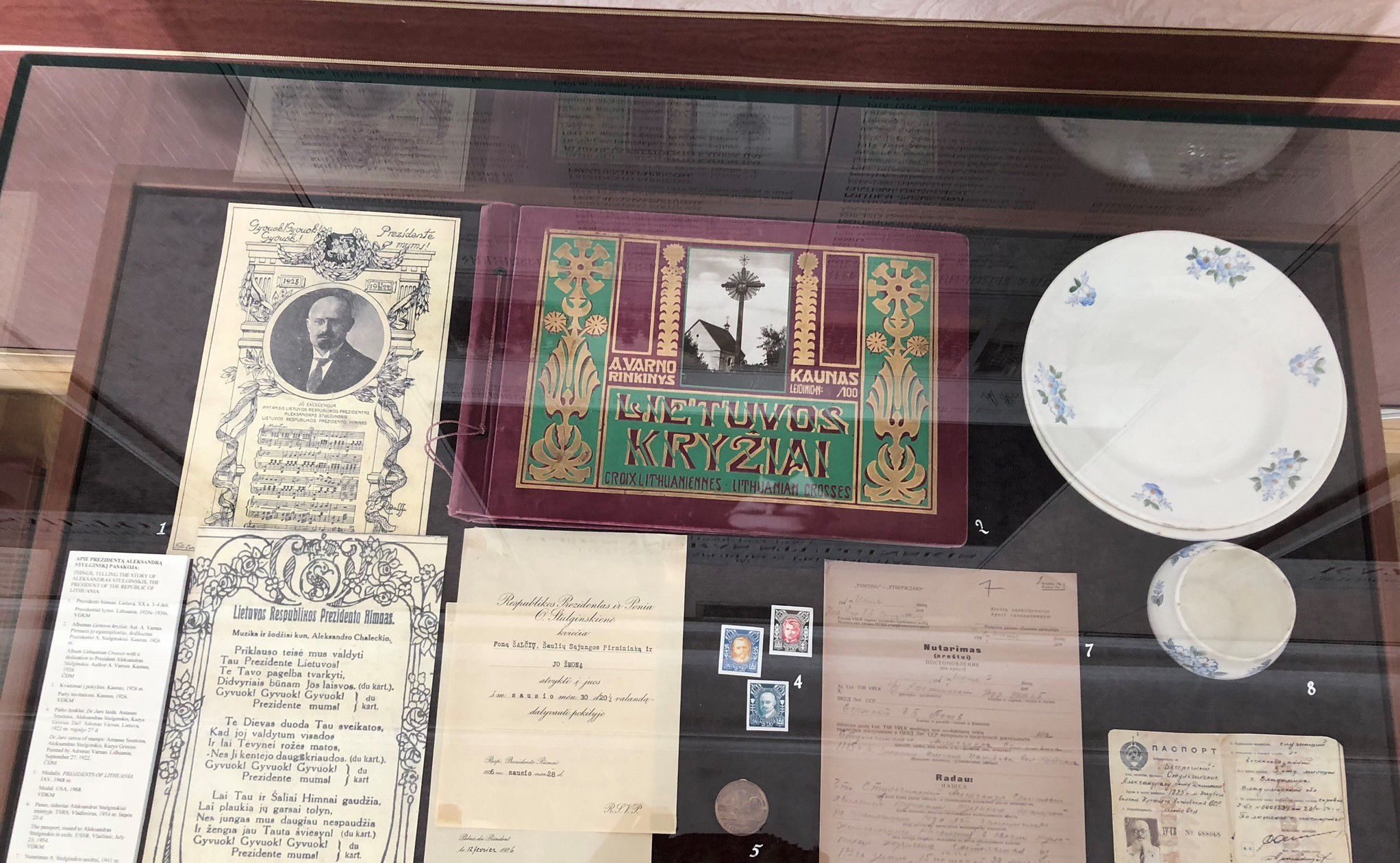
Hymne du président de la Lituanie Alexandras Stulginskis(coin gauche),mandat d'arrêt
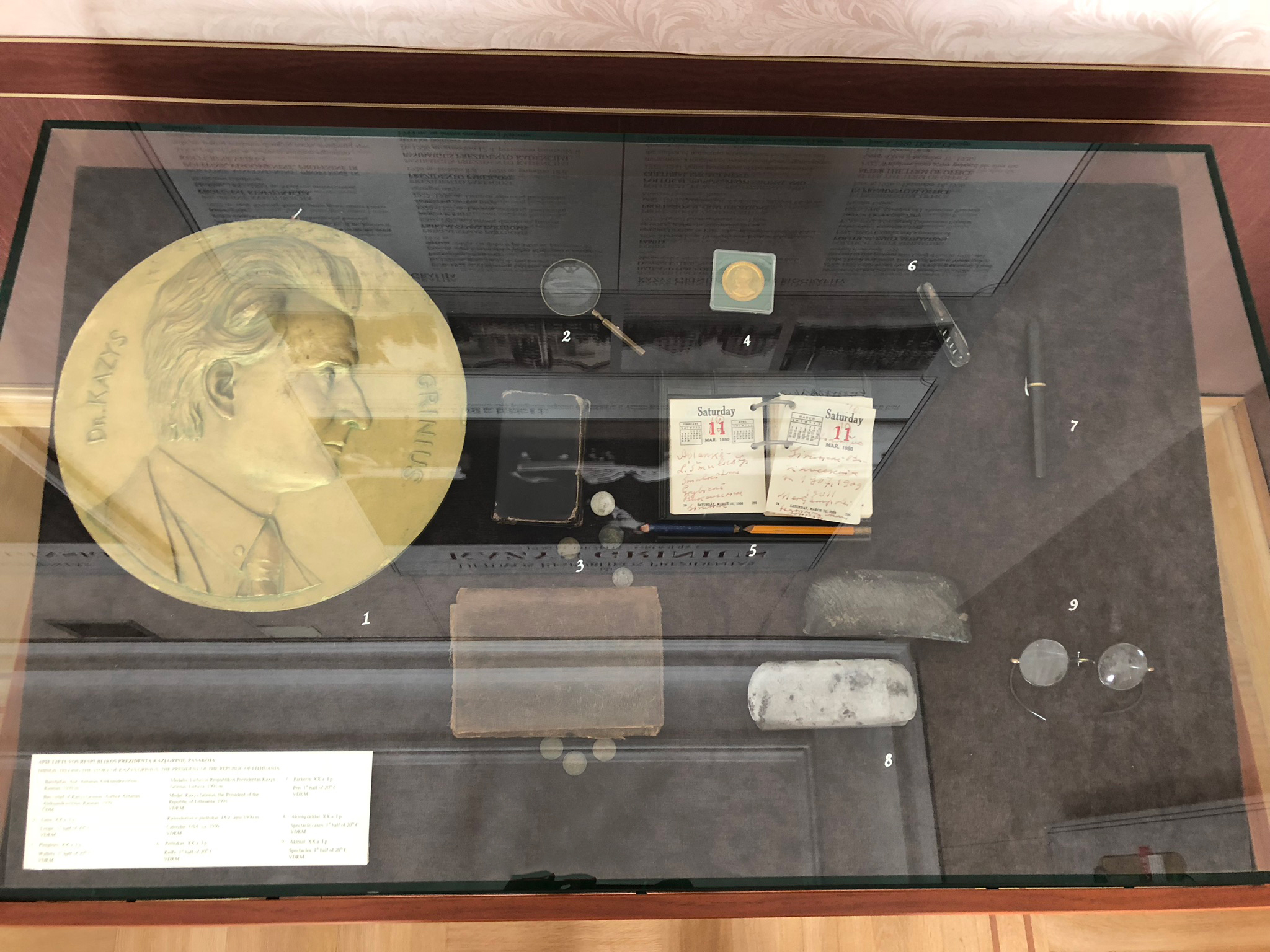
Biens du présidentKazys Grinius
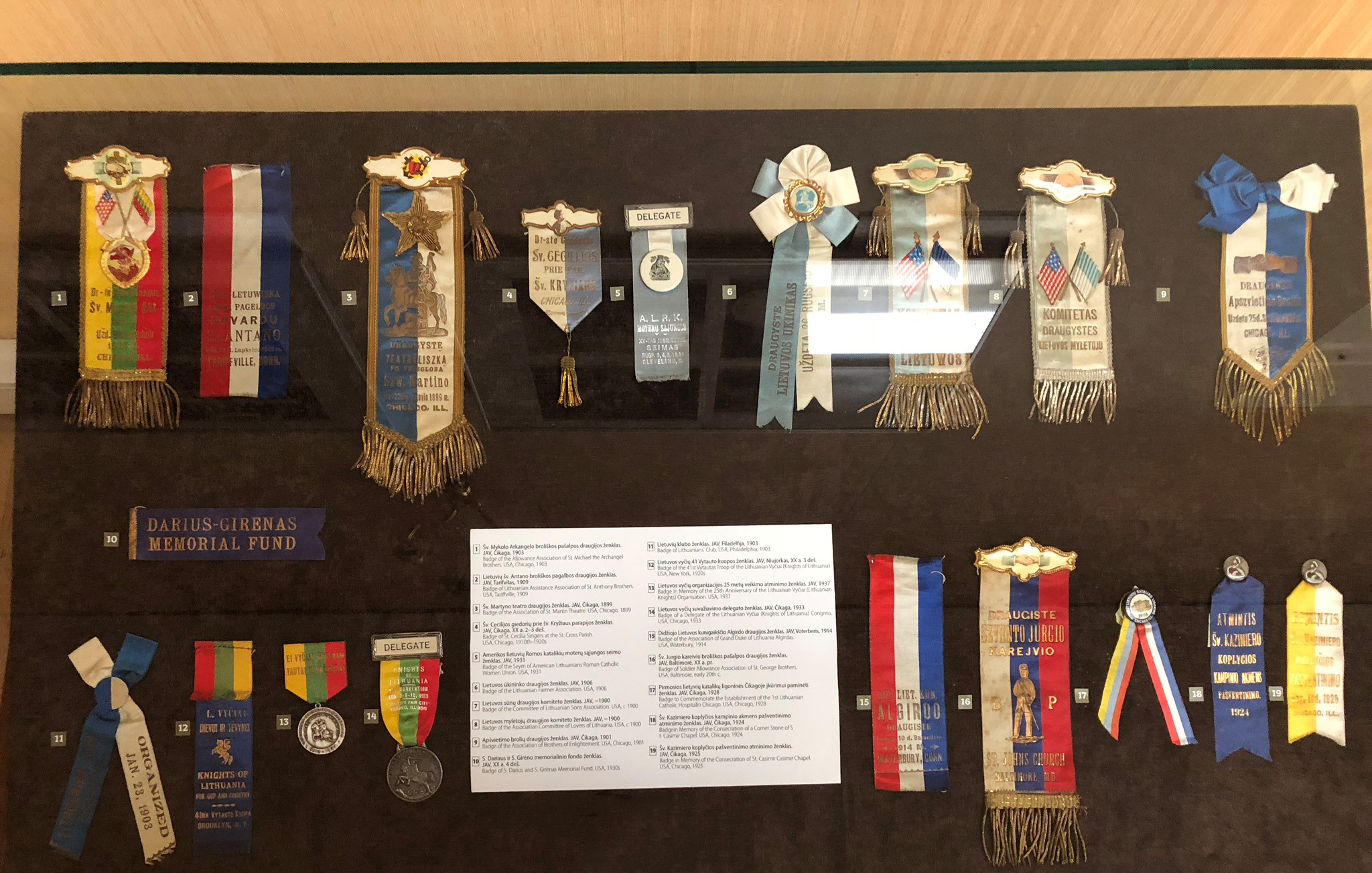
Expositions au deuxième étage
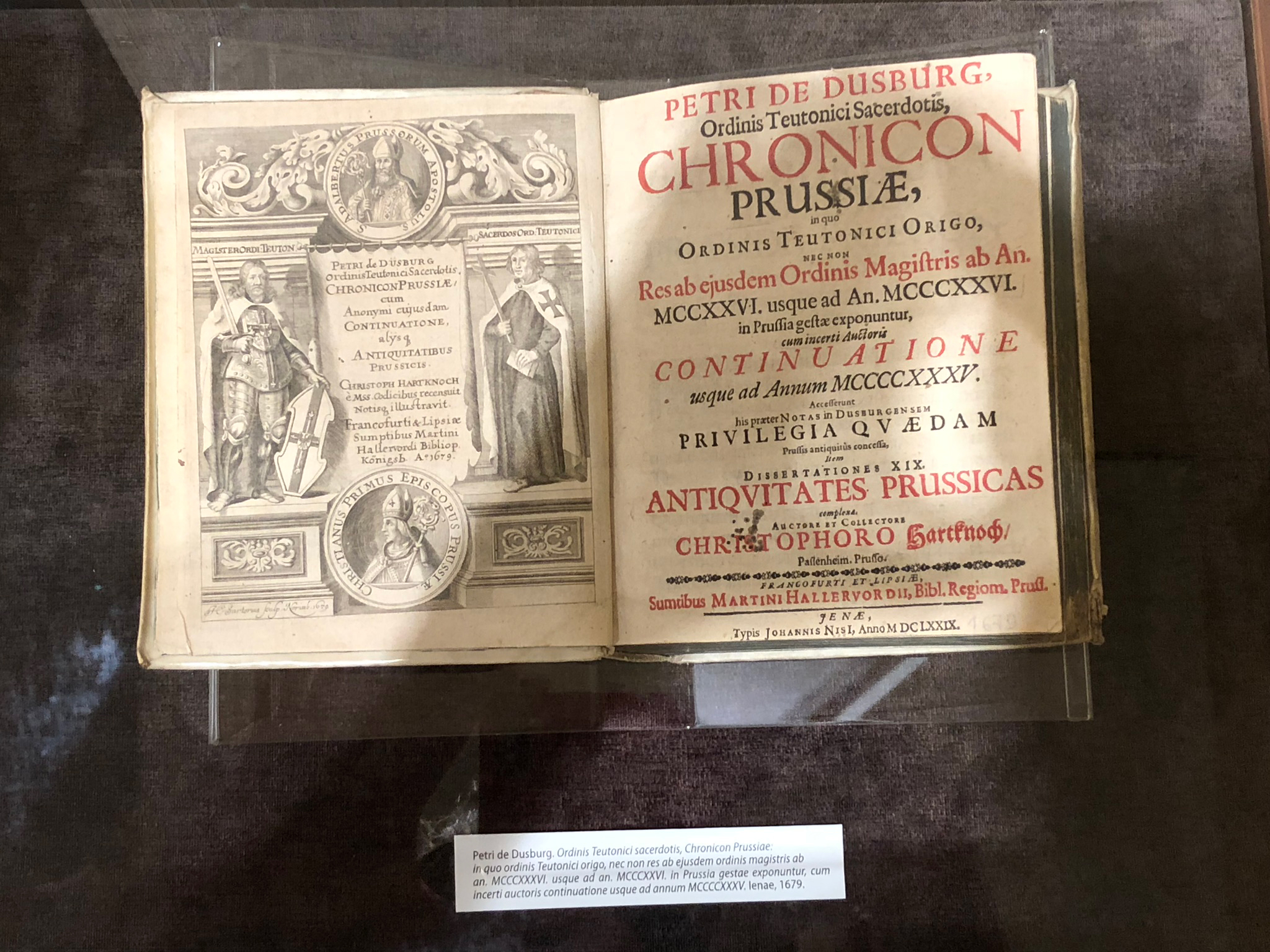
Chronique de la terre de Prusse
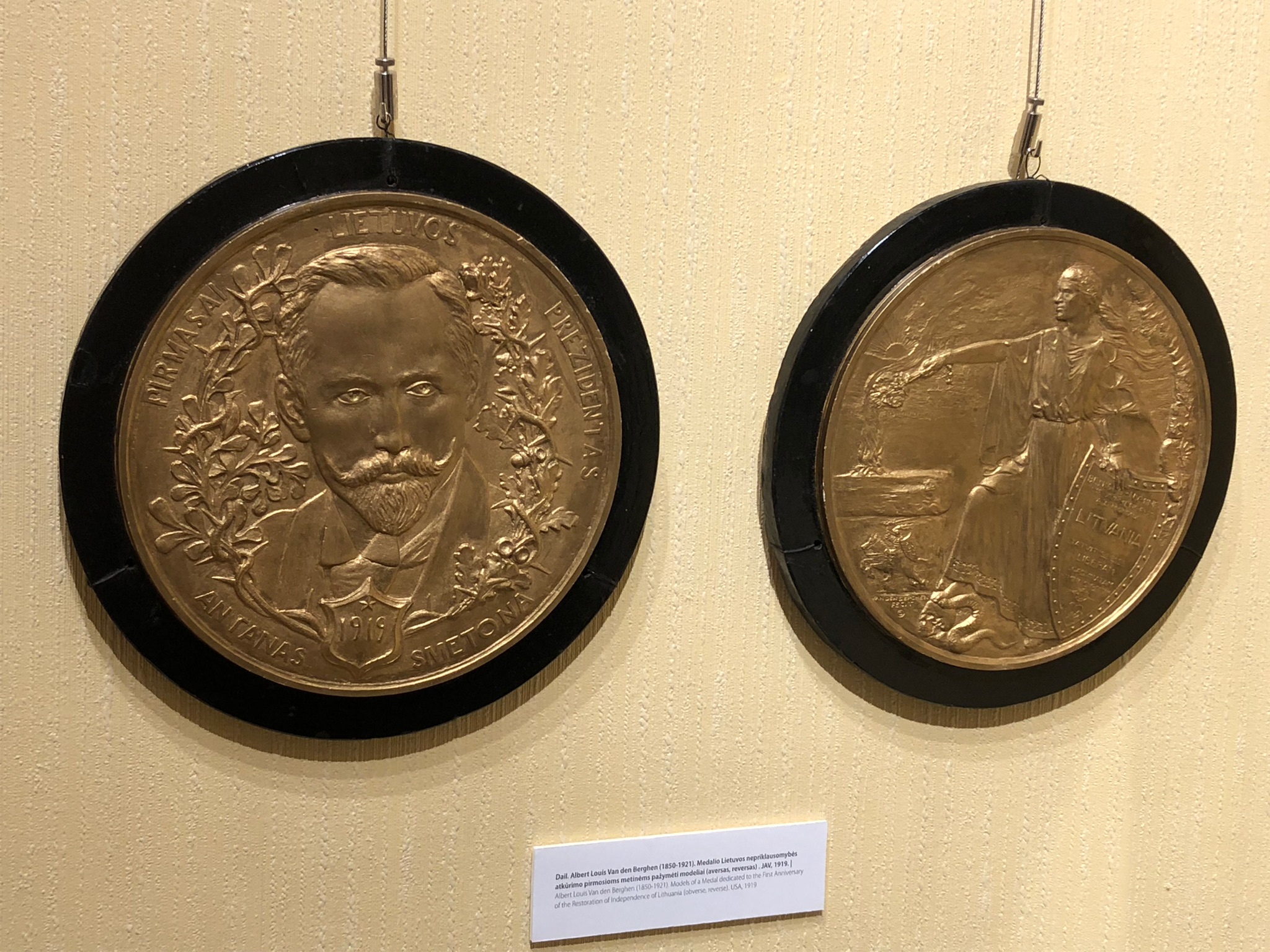
Modèles de médailles commémorant la première année de l'indépendance de la Lituanie
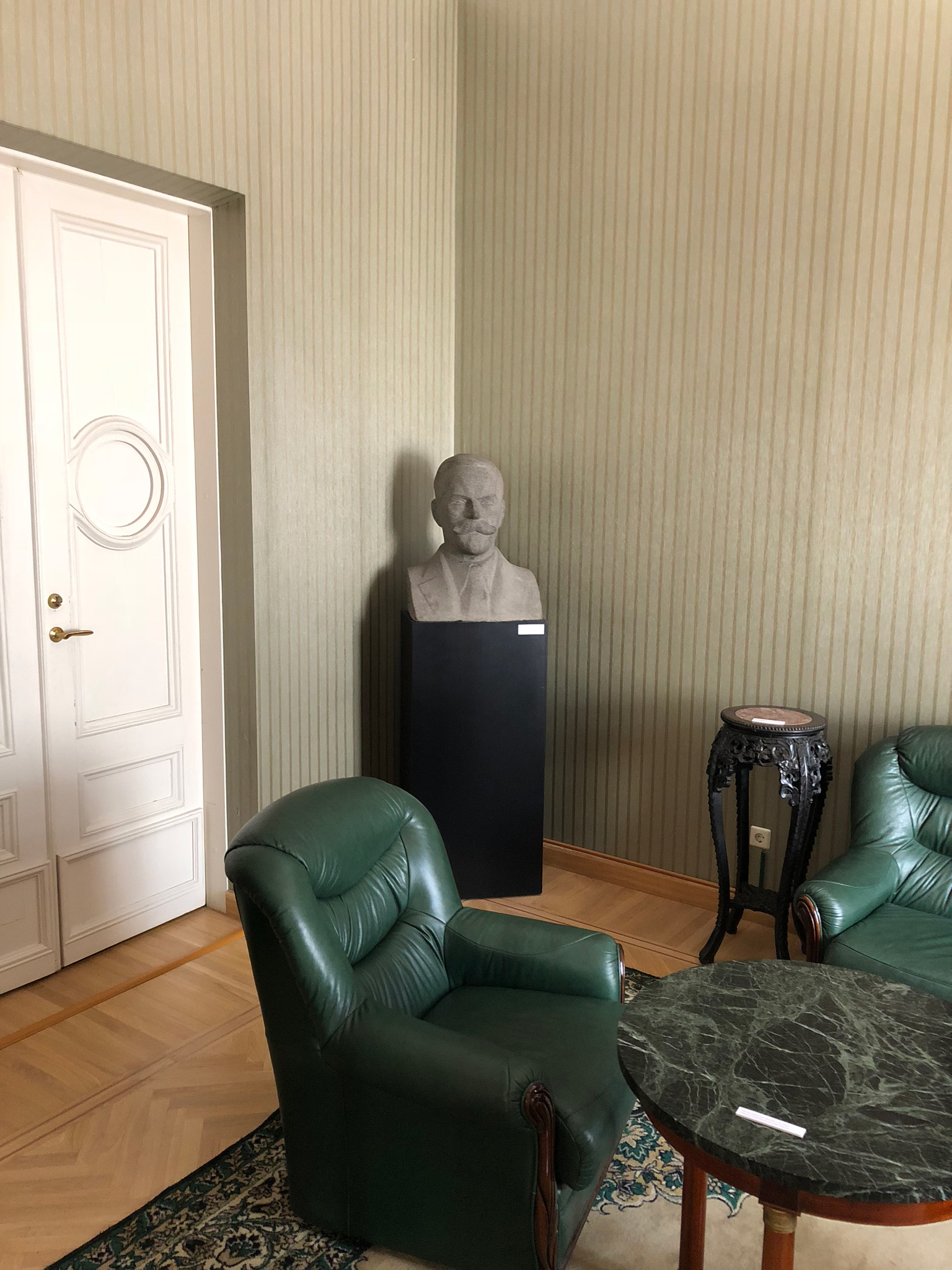
Salle de travail présidentielle
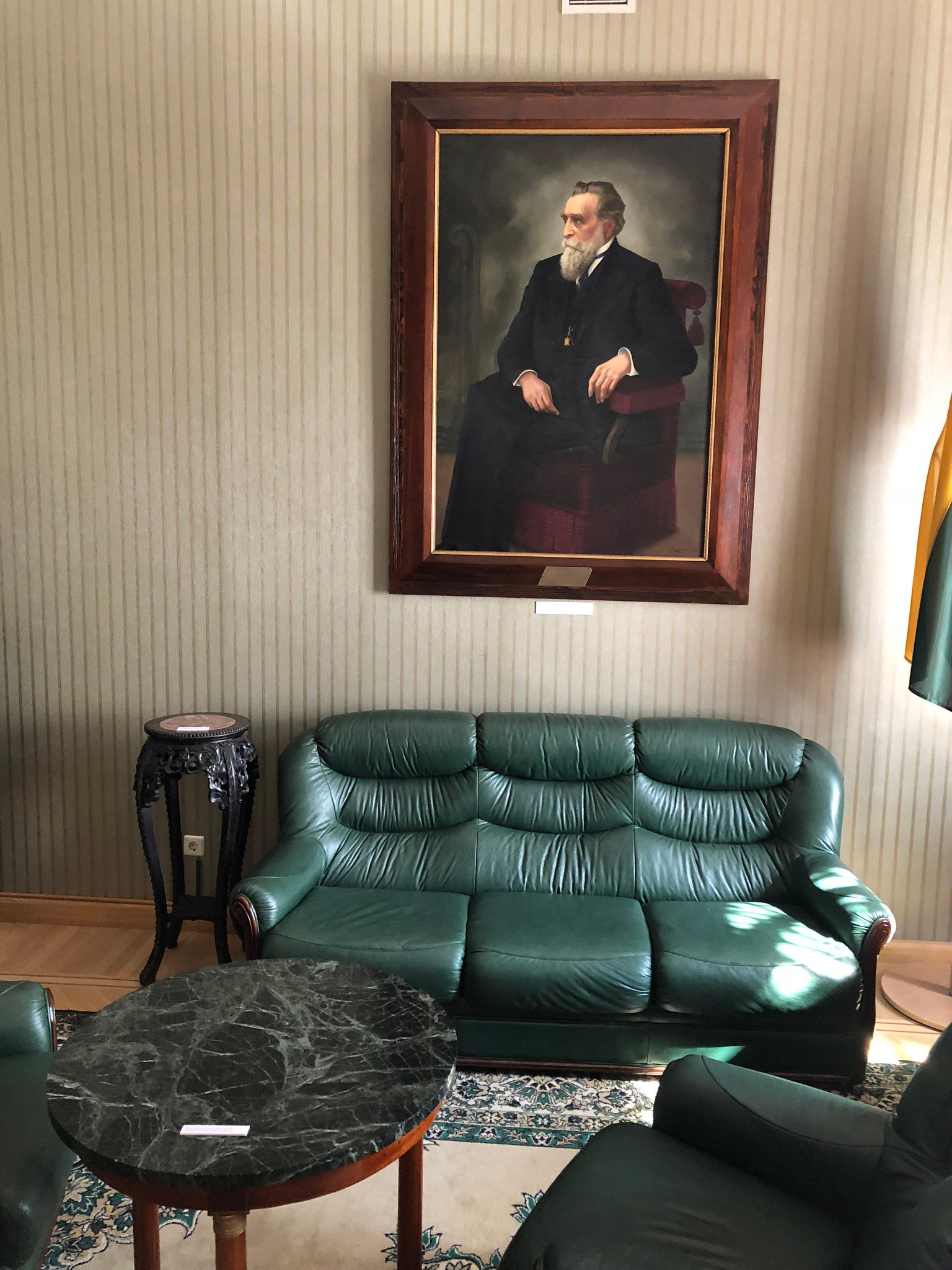
Salle de travail présidentielle